# Чемпионат мира по стендовой стрельбе 1959
Чемпионат мира по стендовой стрельбе прошёл в 1959 году в Каире (Объединённая Арабская Республика).

## Общий медальный зачёт
(Синим цветом выделена принимающая страна)
| Место | Страна | Золото | Серебро | Бронза | Всего |
| ----- | ------ | ------ | ------- | ------ | ----- |
| 1     | Италия | 1      | 1       | 1      | 3     |
| 1     | СССР   | 1      | 1       | 1      | 3     |
| 2     | ОАР    | 1      | 0       | 1      | 2     |
| 3     | Ливан  | 0      | 1       | 0      | 1     |

## Медалисты
| Дисциплина     | Золото                                                                     | Серебро                      | Бронза                                 |
| -------------- | -------------------------------------------------------------------------- | ---------------------------- | -------------------------------------- |
| Трап           | Хассан Бадрави (Объединённая Арабская Республика) 293                      | Эдоардо Кашиано (Италия) 292 | Галлиано Россини (Италия) 290          |
| Трап (команды) | Италия · Эдоардо Кашиано · Галлиано Россини · Джорджио Томассини · ? · 578 | Ливан · ? · ? · ? · ? · 572  | ОАР · Хассан Бадрави · ? · ? · ? · 569 |
| Скит           | Олег Лосев (СССР) 195                                                      | Юрий Цуранов (СССР) 192      | Николай Дурнев (СССР) 191              |